# The Martyred Presidents
The Martyred Presidents je americký němý film z roku 1901. Režisérem je Edwin S. Porter (1870–1941). Film trvá zhruba jednu minutu a premiéru měl 19. října 1901.

## Děj
Žena sedí u oltáře, ve kterém se postupně objeví tváře amerických prezidentů Abrahama Lincolna, Jamese A. Garfielda a Williama McKinleyho. Na závěr před Justitií, alegorií spravedlnosti, poklekne muž, který se tak symbolicky dovolává spravedlnosti.
Všichni tři vyobrazení prezidenti zemřeli při pokusu o atentát, a proto jsou v názvu filmu označováni jako mučedníci.